# Izabelholengraver
De Izabelholengraver (Geositta isabellina) is een zangvogel uit de familie Furnariidae (ovenvogels). De ontdekkers Philippi en Landbeck (die de soort Certhilauda isabellina noemden) vonden de soort in de Chileense provincie Santiago tussen 2000 en 3000 meter hoogte in het Andesgebergte. Philip Lutley Sclater deelde de soort in 1867 in het geslacht Geositta in.

## Verspreiding en leefgebied
Deze soort komt voor in centraal Chili en het westelijke deel van centraal Argentinië.

## Status
De grootte van de populatie is niet gekwantificeerd maar de soort wordt omschreven als vrij algemeen. Op de Rode lijst van de IUCN heeft deze soort de status niet bedreigd.